# Ao Vivo em Campo Grande
Ao Vivo em Campo Grande é o álbum de estreia da dupla sertaneja brasileira Munhoz & Mariano, lançado em 10 de fevereiro de 2011 pela Som Livre gravado na Terra natal da dupla Campo Grande.

## CD

### Faixas
| N.º | Título                               | Compositor(es) | Duração |  |
| 1.  | "Abertura"                           |                | 1:08    |  |
| 2.  | "Comendo Água (Alô, Tô no Bar)"      |                | 3:30    |  |
| 3.  | "Beberrão"                           |                | 3:58    |  |
| 4.  | "Te Quero Bem"                       |                | 2:45    |  |
| 5.  | "Ainda Chora"                        |                | 2:35    |  |
| 6.  | "Dona da Minha Paixão"               |                | 3:09    |  |
| 7.  | "Sonho Bom"                          |                | 3:04    |  |
| 8.  | "Toma Conta"                         |                | 3:42    |  |
| 9.  | "Playboy Arretado (Cowboy Ajeitado)" |                | 2:49    |  |
| 10. | "Não Quero Mais Saber"               |                | 2:27    |  |
| 11. | "Ruim Com Elas, Pior Sem Elas"       |                | 2:37    |  |
| 12. | "É Só Dizer Que Sim"                 |                | 3:44    |  |
| 13. | "Fim de Semana"                      |                | 2:14    |  |
| 14. | "Uma Vez Em Um Milhão"               |                | 3:10    |  |
| 15. | "Putaiada do Carai"                  |                | 2:44    |  |

## DVD
Depois de vencerem o primeiro concurso sertanejo da Garagem do Faustão, do programa Domingão do Faustão da Rede Globo, Munhoz & Mariano foram convidados pela gravadora Som Livre a gravarem seu primeiro DVD.

### Faixas
| N.º | Título                               | Duração |  |
| 1.  | "Abertura"                           |         |  |
| 2.  | "Comendo Água (Alô, Tô no Bar)"      |         |  |
| 3.  | "Beberrão"                           |         |  |
| 4.  | "Te Quero Bem"                       |         |  |
| 5.  | "Ainda Chora"                        |         |  |
| 6.  | "Dona da Minha Paixão"               |         |  |
| 7.  | "Zé Gore"                            |         |  |
| 8.  | "Sonho Bom"                          |         |  |
| 9.  | "Toma Conta"                         |         |  |
| 10. | "Playboy Arretado (Cowboy Ajeitado)" |         |  |
| 11. | "Não Quero Mais Saber"               |         |  |
| 12. | "Ruim Com Elas, Pior Sem Elas"       |         |  |
| 13. | "Longe"                              |         |  |
| 14. | "É Só Dizer Que Sim"                 |         |  |
| 15. | "Tô Te Amando"                       |         |  |
| 16. | "Tô Te Querendo"                     |         |  |
| 17. | "Fim de Semana"                      |         |  |
| 18. | "Uma Vez Em Um Milhão"               |         |  |
| 19. | "Putaiada do Carai"                  |         |  |
| 20. | "Intensamente"                       |         |  |
| 21. | "Procura Outro Mané"                 |         |  |
| 22. | "Eu Adoro Amar Você"                 |         |  |